# Arado Ar 232
O Arado Ar 232 foi um avião de transporte aéreo tático produzido pela fábrica de aviões Arado Flugzeugwerke durante a Segunda Guerra Mundial. Desenvolvido para a Luftwaffe, era um quadrimotor pesado e destinado para o transporte de tropas. Tinha o apelido de "Tausendfüßler" (centopeia), devido aos vários trens de pouso localizados na parte de baixo da fuselagem do aparelho.
Tinha 4 lugares, e foi um dos primeiros aviões alemães a ter uma perna do trem de pouso no nariz.